# Mapledurham

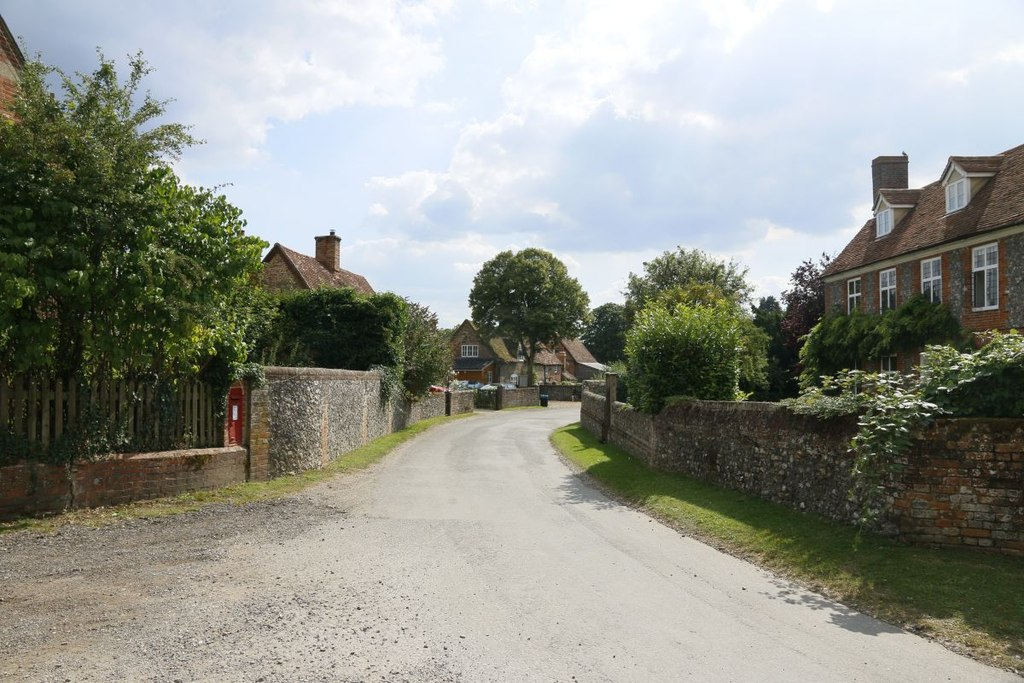
Mapledurham Village

Mapledurham (altenglisch Mapuldorhām, „Maßholderheim“) ist ein Ort und eine Civil Parish in Oxfordshire, England. Mapledurham liegt an der Nordseite der Themse westlich von Reading. Die Civil Parish hatte 2011 317 Einwohner.
Bemerkenswerte Gebäude im Ort sind das Herrenhaus Mapledurham House und die Mapledurham Watermill sowie die an das Herrenhaus angrenzende und als Dorfkirche genutzte St Margaret’s Church. Das Herrenhaus Hardwick House befindet sich ebenfalls in der Civil Parish.
Die Themse-Schleuse mit dem Namen Mapledurham Lock liegt gegenüber dem Ort auf der Südseite der Themse bei Purley on Thames. Ein Wehr verbindet beide Seiten des Flusses, doch gibt es keinen Übergang für Fahrzeuge oder Fußgänger.
John Sturges drehte hier den 1976 erschienenen Kriegsfilm Der Adler ist gelandet.